# Cattleya brasiliensis
Cattleya brasiliensis är en orkidéart som beskrevs av Johannes Christoph Klinge. Cattleya brasiliensis ingår i släktet Cattleya och familjen orkidéer. Inga underarter finns listade i Catalogue of Life.